# Vladislav Bogićević
Vladislav Bogićević, szerb cirill betűkkel: Владислав Богићевић (Belgrád, 1950. november 7. –) jugoszláv válogatott szerb labdarúgó, edző.

## Pályafutása

### A válogatottban
1971 és 1977 között 23 alkalommal szerepelt a jugoszláv válogatottban és 2 gólt szerzett. Részt vett az 1974-es világbajnokságon és az 1976-os Európa-bajnokságon.

## Sikerei, díjai
Crvena zvezda
- Jugoszláv bajnok (2): 1972–73, 1976–77
- Jugoszláv kupa (1): 1970–71